# Michael Amir Murillo
Michael Amir Murillo Bermúdez (ur. 11 lutego 1996 w Colón) – panamski piłkarz występujący na pozycji prawego obrońcy, reprezentant Panamy, od 2023 roku zawodnik Olympique Marsylia.

## Kariera klubowa
Murillo jest wychowankiem akademii juniorskiej tamtejszego klubu San Francisco FC. Do pierwszej drużyny został włączony w wieku osiemnastu lat przez szkoleniowca Gary'ego Stempela i w Liga Panameña zadebiutował 6 września 2014 w wygranym 6:1 spotkaniu z Chepo. W swoim premierowym, jesiennym sezonie Apertura 2014 zdobył z San Francisco mistrzostwo Panamy (rozegrał wówczas dwa mecze). Kilka miesięcy po tym sukcesie – mimo młodego wieku – wywalczył sobie miejsce w wyjściowym składzie i pierwsze gole w najwyższej klasie rozgrywkowej strzelił 25 października 2015 w wygranej 2:1 konfrontacji z Alianzą, dwukrotnie wpisując się na listę strzelców. Dwa miesiące później wygrał natomiast z San Francisco puchar Panamy – Copa Panamá. Występował głównie na prawej obronie, ale czasem rozgrywał również mecze jako środkowy obrońca, a nawet środkowy pomocnik lub mediapunta. Ogółem w drużynie z miasta La Chorrera grał przez niecałe trzy lata.
W lutym 2017 Murillo na zasadzie rocznego wypożyczenia dołączył do amerykańskiego New York Red Bulls. W Major League Soccer zadebiutował 3 maja 2017 w przegranym 0:2 meczu ze Sportingiem Kansas City i od razu został podstawowym obrońcą ekipy. Pierwszą bramkę strzelił 29 lipca 2017 w wygranym 4:0 pojedynku z Montreal Impact, a w tym samym roku dotarł z Red Bulls do finału krajowego pucharu – U.S. Open Cup. Za sprawą udanych występów został wybrany najlepszym nowym nabytkiem klubu w sezonie, a w listopadzie 2017 władze klubu skorzystały z opcji wykupu zawodnika.
W styczniu 2020 roku podpisał kontrakt z Anderlechtem. Pierwszą bramkę w Eerste klasse A zdobył 23 lutego 2023 przeciwko KAS Eupen. W sezonie 2021/22 dotarł z klubem do finału Pucharu Belgii. Tam Anderlecht przegrał z KAA Gent po serii rzutów karnych, a Murillo nie wykorzystał kluczowej jedenastki. W sezonie 2022/23 dotarł do ćwierćfinału Ligi Konferencji. Po sezonie opuścił Anderlecht. We wszystkich rozgrywkach rozegrał w klubie w sumie 134 spotkania, zdobywając 14 goli i notując 17 asyst.
30 sierpnia 2023 został piłkarzem Olympique Marsylia. W Ligue 1 zadebiutował 30 września 2023 w meczu z AS Monaco. Pierwszą bramkę w klubie zdobył 6 grudnia 2023 przeciwko Olympique Lyon.

## Kariera reprezentacyjna
W lipcu 2015 Murillo znalazł się w ogłoszonym przez Pipino składzie olimpijskiej reprezentacji Panamy U-23 na Igrzyska Panamerykańskie w Winnipeg. Wystąpił wówczas we wszystkich pięciu meczach od pierwszej do ostatniej minuty, natomiast jego drużyna odpadła z rozgrywek w półfinale, przegrywając z Meksykiem (1:2) i zajęła czwarte miejsce na męskim turnieju piłkarskim. Dwa miesiące później wziął udział w północnoamerykańskim turnieju kwalifikacyjnym do Igrzysk Olimpijskich w Rio de Janeiro (uprzednio występował w eliminacjach wstępnych). Rozegrał na nim wszystkie trzy mecze w pełnym wymiarze czasowym, a Panamczycy zakończyli swój udział w imprezie na fazie grupowej i nie awansowali ostatecznie na igrzyska.
Pierwsze powołanie do seniorskiej reprezentacji Panamy Murillo otrzymał od selekcjonera Hernána Darío Gómeza w lutym 2015 na sparing z USA (0:2), nie pojawił się jednak wówczas na boisku. W dorosłej kadrze zadebiutował dopiero 15 marca 2016 w przegranym 0:1 meczu towarzyskim z Nikaraguą. Już w kolejnym występie strzelił natomiast premierowego gola, 27 kwietnia tego samego roku w wygranym 2:0 sparingu z Martyniką. W styczniu 2017 został powołany na turniej Copa Centroamericana, podczas którego rozegrał cztery z pięciu możliwych meczów (z czego wszystkie w wyjściowym składzie), a jego drużyna – będąca wówczas gospodarzem – zajęła ostatecznie drugie miejsce. Pół roku później znalazł się w składzie na Złoty Puchar CONCACAF; tam również miał pewną pozycję w linii defensywy i wystąpił we wszystkich czterech meczach w pełnym wymiarze czasowym, strzelił także bramkę w fazie grupowej Martynice (3:0). Panamczycy odpadli wówczas ze Złotego Pucharu w ćwierćfinale, przegrywając z Kostaryką (0:1). Został w 2018 również powołany na Mistrzostwa Świata w Rosji 2018 do seniorskiej reprezentacji Panamy. Znalazł się również w kadrze na Złoty Puchar CONCACAF 2019.